# バングラデシュ民族主義党
バングラデシュ民族主義党（バングラデシュみんぞくしゅぎとう、ベンガル語: বাংলাদেশ জাতীয়তাবাদী দল , ラテン文字転写: bānlādēśa jātīẏatābādī dala、英語: Bangladesh Nationalist Party, 略称: BNP）は、バングラデシュの主要政党のひとつ。バングラデシュ国民党とも邦訳される。民族主義の右派。前の政権党。軍人や旧ムスリム連盟系政治家、軍政支持に偏向したアワミ連盟や左派政党の一部指導者が集まった官製政党である。
1978年9月1日、軍事クーデターで実権を握った前大統領ジアウル・ラフマン率いる軍部が、民政移管のための総選挙を行うにあたり、アワミ連盟に対抗するための自らの勢力の受け皿として結党。以来、これまでに政権を5回担当した。1981年のジアウル・ラフマン暗殺後、夫人のカレダ・ジアが党首となり、1991年より第9代首相を務めた。
2001年10月1日の総選挙では47%の得票率で、300議席のうち215議席を獲得し勝利、カレダ・ジアが再び首相（第11代）を務めた。
2008年12月29日の総選挙では汚職への批判などから大惨敗を喫し、再びシェイク・ハシナ率いるアワミ連盟に事実上、政権を明け渡すことになり、このとき以来政権を獲得できていない。
2014年1月5日の総選挙では、公平さが確保できないとして選挙をボイコット。2018年12月30日の総選挙では、野党連合を結成してアワミ連盟に挑んだものの、獲得議席は小選挙区300議席中一桁に終わる大敗北を喫した。2024年1月7日に行われた総選挙は、選挙前に与党側がBNP幹部や支持者らを多数拘束したことなどを理由に立候補を再びボイコット。投票日には有権者に対してゼネストの実施と投票に行かないよう呼びかけた。同年8月5日、シェイク・ハシナは反政府デモの激化を受け首相を辞任し国外脱出し、アワミ連盟の政権は崩壊した。